# Konrad der Staufer
Konrad der Staufer  aus dem Geschlecht der Staufer (* um 1134–1136; † 8. oder 9. November 1195) war von 1156 bis 1195 Pfalzgraf bei Rhein.

## Leben
Konrad der Staufer war der Sohn von Friedrich II., Herzog von Schwaben aus dessen zweiter Ehe mit Agnes von Saarbrücken. Aufgewachsen ist Konrad der Staufer in Alzey. 
Er war ein Halbbruder von  Kaiser Friedrich I. Barbarossa, der aus der ersten Ehe seines Vaters mit Judith Welf stammte. Barbarossa verlieh ihm 1156 anlässlich des Reichstags in Regensburg die Pfalzgrafenwürde. Zugleich gingen auch die Rechte an der Vogtei des Zisterzienserklosters Schönau bei Heidelberg, der Wormser Hochstiftvogtei und der Familienbesitz der Staufer im Speyergau und Wormsgau an ihn über. 
Konrad war mit Irmingard von Henneberg († 1197) verheiratet, einer Tochter des Grafen Bertold I. von Henneberg, Burggraf von Würzburg. Durch diese Eheverbindung kam die Reichsvogtei des Klosters Lorsch in seinen Besitz.
Darauf bedacht, seinen Machtbereich auszudehnen, geriet Konrad der Staufer in Streit mit den Erzbischöfen von Trier und Köln. Der bekannteste Konflikt ist die Rheinecker Fehde. 1164 versuchte Konrad, die ursprünglich pfalzgräfliche Burg Rheineck unter seine Kontrolle zu bekommen. Die Burg war zwischenzeitlich in die Hände des Kölner Erzbischofs gelangt. Beide Widersacher trafen sich bei Andernach zur Schlacht, die jedoch nie zu Stande kam, da Konrad wegen zahlenmäßiger Überlegenheit der Kölner keinen Angriff wagte. 
Laut der Heiligenvita des Eberhard von Kumbd (von ca. 1220) verlegte Konrad um das Jahr 1182 seine Hofhaltung von der Burg Stahleck bei Bacharach am Mittelrhein auf die Burg Heidelberg, seinem Sitz als Vogt des Klosters Schönau im Odenwald. Bisher ungeklärt ist, ob dies die Obere Burg auf dem Kleinen Gaisberg oder die Untere Burg auf dem Jettenbühl, das spätere Heidelberger Schloss, war. Die Stadt Heidelberg wird im Jahr 1196 zum ersten Mal in einer Urkunde genannt, Konrad gilt als ihr Gründer.
Konrad wurde im Kloster Schönau im Odenwald  begraben.

## Nachkommen
Mit Irmingard von Henneberg hatte er Agnes († 9. Mai 1204, begraben in St. Marien in Stade) als einziges Kind. Diese Erbtochter heiratete am 3. Februar 1194 auf der Burg Stahleck Heinrich den Älteren von Braunschweig, 1195–1212 Pfalzgraf bei Rhein. 